# (13981) 1992 OT9
(13981) 1992 OT9 là một tiểu hành tinh vành đai chính. Nó được phát hiện bởi Henri Debehogne và Álvaro López-García ở Đài thiên văn La Silla ở Chile ngày 28 tháng 7 năm 1992.